# Paramecyna dimorphalis
Paramecyna dimorphalis là một loài bướm đêm trong họ Crambidae.